# Francis Arinze
Francis Arinze (Eziowelle, 1932. november 1. –) a római katolikus egyház bíborosa, a Istentiszteleti és Szentségi Fegyelmi Kongregáció korábbi vezetője, Velletri-Segni bíborosa. Korábban II. János Pál pápa egyik legbefolyásosabb tanácsadója volt, a 2005-ös konklávé előtt pedig a pápaságra legesélyesebb jelöltek között szerepelt a neve.

## Pályafutása
Arinze Nigéria déli részén, Eziowelle településen született igbo nyelvű család gyermekeként. Kilencedik születésnapján, 1941. november 1-jén keresztelték meg, korábban a család az afrikai természetvallás helyi változatát követte. (Szülei csak később tértek át a katolicizmusra.) 15 évesen került az Onitsha városában működő Mindenszentek Szeminárium hallgatói közé, ahol 1950-ben filozófiai bizonyítványt szerzett. Édesapja kezdetben ellenezte, hogy fia papi tanulmányokba kezdjen, de támogatni kezdte Arinzet, amikor látta, hogy fia mennyire kedveli az iskolát. Francis Arinze végzés után további három évig maradt még oktatóként a szemináriumban. 1955-ben került Rómába, hogy a Pápai Városi Egyetem képzésében vegyen részt. Diplomamunkáját 1953-ban summa cum laude eredménnyel védte meg. Még ebben az évben az egyetem templomában került sor papi felszentelésére.
Pappá szentelése után Rómában maradt, hogy tanulmányai befejezze. 1960-ban védte meg hittudományi doktori értekezését. 1961-ben és 1962-ben a nigériai Bigard Szeminárium oktatója volt, ahol logikát, liturgiát és filozófiát oktatott, majd a katolikus oktatásért felelős titkárrá nevezték ki Nigéria keleti régióiban. Később Londonba került, ahol a posztgraduális képzéseket kínáló Institute of Education-ben szerzett bizonyítványt 1964-ben.

### Püspöki pályafutása
1965. augusztus 29-én szentelték püspökké, így korának legfiatalabb püspöke lett. Fissiana címzetes püspökeként onitshai koadjutor püspök lett, ebben a minőségében vett részt a második vatikáni zsinat záró szakaszában. Onitsha érsekének 1967-es halála után Arinzet jelölték ki érseknek. Ő lett az első afrikai származású pap, aki ezt a tisztséget betöltötte, elődei európai származású misszionáriusok voltak.
Érsekké avatása után nem sokkal polgárháború tört ki Nigéria délkeleti régióiban. Magának Arinzenek is menekülnie kellett, hivatalával együtt a szeparatista Biafra régió két kisvárosában Adaziban és Amichiben talált menedéket. Arinze súlyos problémákkal találta szembe magát a polgárháború sújtotta országban: az üzleti és hitélet elhalt, menekültek tömege várt segítségre. Arinze egyházi pozícióját felhasználva jó együttműködést alakított ki a különböző csoportokkal a problémák kiküszöbölése érdekében, tapasztalatokat szerzett a különböző nyelvű és vallású érdekcsoportokkal való együttműködésben. A kultúraközi együttműködésben való jártassága miatt nevezte ki őt II. János Pál pápa a Vatikán nem keresztény kapcsolatokkal foglalkozó titkársága élére, amely a későbbi Vallásközi Párbeszéd Pápai Hivatalának jogelődje volt. Arinzet 1984-ben választották a Nigériai Püspöki Konferencia elnökévé.
1985-ben II. János Pál pápa Rómába hívta, kinevezvén őt a San Giovanni della Pigna templom segédlelkészévé. A bíborosi tisztséggel együtt járó pozíciót 1985. május 25-én foglalta el. 1984-ben jelölték ki a Vallásközi Párbeszéd Pápai Tanácsa elnökévé. A pozíció ismertséget és elismertséget hozott Arinzenak világszerte, több alkalommal tüntették ki a vallások közötti jó viszony elősegítéséért. 2000-ben a szentév eseményeit koordináló bizottság tagja volt. A pápa 2002-ben őt nevezte ki a Istentiszteleti és Szentségi Kongregáció prefektusává. Részt vett a 2005-ös pápaválasztó konklávén, mely után XVI. Benedek megerősítette őt a kongregáció vezetői tisztjében, 2005. április 25-én pedig saját utódjának nevezte ki őt a Velletri-Segni bíborosi posztra. 2008 decemberében Arinze leköszönt a kongregáció vezetői posztjáról. Az ekkor már 80. életévéhez közelítő főpap továbbra is a közélet aktív résztvevője maradt: televíziós programokat készíttetett, a vallási közösségek közötti jó viszony érdekében mondott beszédeket.
Neve a pápai pozícióra esélyesek között merült fel a 2005-ös és a 2013-as konklávé előtt is.